# Madrasso
Il Madrasso è un gioco di carte tipico del Veneto e del Friuli-Venezia Giulia.
Si gioca in quattro, divisi in due coppie disposte alternativamente ai lati di un tavolo secondo i punti cardinali in modo che i compagni siano l'uno di fronte all'altro, con un mazzo di 40 carte italiane (preferibilmente trevigiane).

## Regole
Le regole assomigliano a quelle della briscola e del tressette.

La regola generale è che è obbligatorio rispondere al seme giocato da chi è di mano; qualora non si abbiano più carte di quel seme, è obbligatorio tagliare con la briscola, o trionfo, determinata casualmente dal mazziere. Chi, infine non può rispondere o nemmeno tagliare, ha la facoltà di giocare qualsiasi carta desideri

### Distribuzione e inizio
All'inizio del gioco le coppie vengono normalmente stabilite con la “regola dei re”: si mischiano le carte e si scoprono progressivamente davanti ai giocatori seduti al tavolo. Saranno in coppia i giocatori seduti avanti ai primi due re estratti. Il primo dei due re determinerà quale dei due giocatori resterà al posto in cui era seduto e chi sarà il mazziere.

Il mazziere mischia le carte, indi le fa tagliare dal giocatore alla sua sinistra, che deve alzarne almeno 3 e non più di 37 e le distribuisce in senso antiorario a partire dal giocatore alla sua destra.
La distribuzione va fatta come segue.
- Mazziere: Nord
- 5 carte a Ovest
- 5 carte a Sud
- 5 carte a Est
- 5 carte a Nord
- 1 carta scoperta che sarà poi di Nord
- 5 carte a Ovest
- 5 carte a Sud
- 5 carte a Est
- 4 carte a Nord

Nord dunque, e il mazziere di ogni turno come lui, avrà una carta scoperta e nove carte coperte.

La carta scoperta determina il seme di briscola ed è del mazziere, ma questi la può raccogliere solo dopo tre giri completi o solo dopo che un trionfo è già stato giocato. Può però giocarla in ogni momento del gioco.

Distribuite le carte, il giocatore che possiede il sette di briscola può, se vuole, sostituirlo alla carta scoperta.
 In ogni caso, nell'ambito della prima mano, sarà il possessore del sette a cominciare a giocare, indipendentemente dal fatto che abbia sostituito la carta o meno. Egli sarà, inoltre, mazziere della seconda mano. A partire dalla seconda mano, però, comincia a giocare solo chi si trova a destra del mazziere. Il possessore del sette resta tuttavia autorizzato alla sostituzione quando tocchi a lui, ma prima di giocare la sua prima carta: diversamente perde questo diritto. A partire poi dalla terza mano, il mazziere è sempre il giocatore che la mano precedente è stato il primo a giocare, ovvero sempre colui il quale sta alla destra del mazziere della mano in corso.

### Svolgimento
Ogni partita si compone di dieci o più basi (basa al singolare).

Per basa si intende una distribuzione di carte. Ogni basa è composta di dieci mani ovvero giocate di quattro carte (una per giocatore).

Ogni mano segue le regole sopradette: è obbligatorio rispondere o tagliare se rispondere non sia possibile. Vince la mano e gioca la mano successiva chi ha giocato nella precedente la carta più alta del seme o il trionfo più alto, se è stata una mano tagliata.

Chi vince l'ultima mano di ogni basa ha diritto a un bonus di dieci punti.

### Valore delle carte e punteggi
Ogni carta cattura tutte le carte di valore inferiore, purché dello stesso palo della prima carta giocata.

Carte di altri pali, ancorché superiori, non sono mai vincenti. Le carte di briscola vincono sempre contro gli altri pali, sebbene siano di valore inferiore, ma perdono contro altre briscole di valore superiore.
Le carte nell'ordine valgono:
- Asso: è carta sovrana in ogni seme, vale 11 punti;
- Tre: è la carta di valore subito inferiore all'asso: vale 10 punti;

Asso e Tre sono anche detti carichi o pezzi;
- Re: vale 4 punti;
- Cavallo: vale 3 punti;
- Fante: vale 2 punti;

Il Re, il Cavallo e il Fante sono anche dette Figure;
- Sette, Sei, Cinque, Quattro e Due non hanno alcun valore e sono dette scartine o scartelle.

Considerato che chi vince l'ultima mano ha un bonus di dieci punti, ogni basa si compone di 130 punti.

### Vittoria della partita
Come detto ogni partita si compone di dieci basi.

I punteggi conseguiti in ogni base dalla coppia che tiene il punteggio, per solito quella del giocatore che per primo ha fatto le carte, vengono segnati uno in colonna all'altro senza sommarli.

Conclusa la decima basa si sommano i punteggi e si determina il punteggio della coppia che tiene i punti. Chi conteggia, dopo aver determinato il proprio punteggio, lo sottrae a 1300 (il monte punti delle dieci basi: 130 x 10), determinando anche il punteggio degli avversari.

Se una delle coppie ha raggiunto 777 punti, la partita finisce con la loro vittoria, altrimenti si prosegue a oltranza, finché una delle due supera tale soglia. Dopo la decima basa, i punteggi vengono sommati basa per basa al punteggio precedente. Si comprende che nessuna partita può durare oltre dodici basi.

### "Fora me ciamo"
Se la partita non è stata vinta alla decima basa e si prosegue è data possibilità al giocatore che sappia, nelle basi successive, di aver raggiunto i 777 punti, di chiamarsi fuori e così di interrompere il gioco vincendo la partita in qualunque momento.

Solo chi ha il diritto di giocare, ovvero è primo di mano può chiamarsi fuori. Perde questo diritto se c'è stato suggerimento del compagno.

### Punteggi speciali, bonus e penalità
- Penalità del Casson: Chiunque trasgredisca alla regola sull'obbligo di rispondere o tagliare, è punito facendo 0 (zero) punti in quella basa, ovvero i suoi avversari totalizzeranno 130;
- Penalità della chiamata: Chiunque si chiami fuori senza averne il diritto (non si è ancora all'undicesima basa pur avendo raggiunto i 777 punti; non li ha raggiunti; non tocca a lui giocare come primo di mano; c'è stato suggerimento del compagno) è punito con la perdita della partita;
- Cappotto: la coppia che in una basa prende tutte e dieci le mani, annota il punteggio di 1300 nella colonna dei propri punti o -1300 nella colonna dei punti degli avversari, vincendo automaticamente l'intera partita;
- Ultima mano: chi vince l'ultima mano di ogni basa guadagna 10 punti.

## Gergo
- El sette roba e zoga: indica la facoltà, alla prima mano, del possessore del sette di briscola, di sostituirlo e iniziare a giocare;
- Robar: sostituire il sette alla briscola già scoperta;
- Esser in basa: aver il diritto di giocare per primi in quella mano;
- Carta franca: carta che non può essere superata da carte dello stesso seme (perché inesistenti o già giocate) e non può essere tagliata (perché tutte le briscole sono già state giocate);
- Batter trionfo: normalmente chi gioca per fare cappotto o di passera gioca prima di ogni altra cosa le briscole per evitare di essere tagliato da altri quando giocherà un altro seme;
- Tornar: rigiocare un seme originariamente giocato dal proprio compagno;
- Tagliar: giocare briscola, avendo terminato le carte di un certo seme;
- Surtagliar: superare la briscola giocata da un avversario che ha tagliato in precedenza;
- Passera: tecnica per cui non si gioca la carta più forte di un seme al primo giro di quel seme per cercare di intercettare altre carte e quindi, altri punti. Chi fa passera normalmente gioca il Re al posto dell'Asso se è ultimo di mano e se il Tre non è stato giocato per cercare di mangiarlo, e batte le briscole per non correre il rischio di essere tagliato;
- Smontar: costringere l'avversario a giocare le proprie briscole giocando a bella posta un seme che si sa non possedere.
- Far Cappotto: vincere tutte le mani di una basa;
- Andar in Casson: essere penalizzati con un Casson per non aver rispettato la regola della risposta obbligatoria;
- Stramazzo: al di fuori delle ipotesi di Casson, totalizzare 130 punti in una mano senza fare cappotto;
- Far l'ultima: vincere l'ultima mano e avere diritto al bonus;
- Vincer in carozza: aver totalizzato 777 punti con le sole prime dieci basi;

## Varianti
- Madrasso breve: si compone di sette basi anziché dieci, ma si parte da un punteggio iniziale di 195 per coppia;
- Madrasso a tre: si gioca in tre, ognuno per proprio conto, con 13 carte a testa. La carta scoperta che costituisce la briscola non appartiene a nessuno, ma se ha un punteggio, è conteggiata tra quelle di chi vince l'ultima mano. Il sette non si può sostituire, ma lo stesso ruolo è svolto dal due di briscola.